# Контуры психики
Восьмиконтурная модель сознания Лири-Уилсона, изначально представленная Тимоти Лири в его работах «Neurologic» (1973) и «Exo-Psychology» (1977), а позднее доработанная Робертом Антоном Уилсоном в «Cosmic Trigger» (1977) и «Prometheus Rising» (1983), а также Антеро Алли в «Angel Tech» (1985) и «The Eight-Circuit Brain» (2009), является интегральной моделью, объединяющей аспекты психологии и философии. Модель эта часто ассоциируется с термином «псай-фай» (сокращение от «psy-phi»). Эта модель предполагает существование восьми контуров или систем, которые функционируют внутри нервной системы человека, и каждый из них соответствует своему собственному восприятию реальности. Она также предполагает наличие трех стадий развития для каждого контура, что подробно описывает точки эволюции сознания. Важно отметить, что данная модель не обладает научной подкреплённостью и в значительной мере игнорируется академическими исследователями.

## Общее представление
В модели Лири—Уилсона выделяется 8 контуров:
- Контур биологической выживаемости;
- Эмоциональный контур;
- Символический контур;
- Внутренний контур;
- Нейросоматический контур;
- Нейроэлектрический контур;
- Нейрогенетический контур;
- Психоатомный контур.

В рамках восьмиконтурной модели сознания, предложенной Тимоти Лири и развитой другими авторами, сознание человека подразделяется на восемь контуров, которые имеют свою своеобразную динамику и роль в жизни индивида и человечества.
Первые четыре контура в этой модели ассоциируются с базовыми аспектами жизни на Земле и выживанием человеческого вида. Они описываются как «личиночные контуры», необходимые для адаптации и функционирования в современном земном обществе. Первые четыре контура включают в себя биологические инстинкты, эмоциональные реакции, интерпретацию информации и социокультурные аспекты сознания.
Последние четыре контура, называемые «постземными», связаны с эволюцией человеческого сознания и представляют собой измененные состояния сознания. Эти контуры включают в себя просветление, мистические переживания, психоделические состояния ума и экстрасенсорные способности. Они предполагаются как возможные аспекты сознания, которые могут быть осознаны и исследованы, но они пока мало используются в обыденной жизни.
В этой модели подразумевается, что эти измененные состояния сознания могут быть ценными для будущего человечества, особенно для тех, кто стремится к исследованию космоса и жизни за пределами Земли. Эти контуры являются метафорой для разных аспектов сознания, и модель предполагает, что они могут быть полезными как для развития личности отдельного индивида, так и для эволюции человеческой цивилизации.
Термин «контур» ассоциируется с метафорой мозга, рассматриваемого как компьютерное оборудование, а проводка мозга — как электрическая схема, что облегчает понимание функциональной структуры сознания в данной модели. Лири использовал эту модель в сочетании с теорией перепросмотра, чтобы объяснить эволюцию человеческого вида, личностное развитие индивида и биологическую эволюцию всего живого.

## Контуры

### Контур биологической выживаемости
Биологический уровень выживания тесно связан с примитивными инстинктами, направленными на обеспечение выживания организма и различение опасных и безопасных объектов в окружающей среде. Считается, что этот уровень возник в эволюционном развитии мозга беспозвоночных существ и является одним из первых, активирующихся в развитии мозга человеческого ребенка.
Отмечено, что активация биологического уровня выживания может происходить под воздействием опиоидных препаратов и низких доз алкоголя. Эта схема восприятия включает в себя одномерное понимание окружающей среды, которое можно описать как два направления: движение вперед (к продуктам, жилью и другими необходимыми ресурсами) и отход от угроз и опасностей (представляющих собой потенциальные хищники и другие угрожающие факторы).

### Эмоциональный контур
Эмоциональный уровень, как считается, ассоциируется с проявлением грубых эмоций и дифференциацией поведения на подчиненное и доминирующее. Предполагается, что эта схема первоначально возникла у позвоночных животных. У человека этот уровень начинает функционировать приобретении навыка ходьбы в раннем детстве.
Лири связывает активацию этой схемы с употреблением значительных доз алкоголя. Эмоциональный уровень внедряет второе измерение, связанное с вертикальным аспектом (верхнее и нижнее), которое коррелирует с территориальным поведением и играми за власть в общинах. В данной интерпретации «верх» олицетворяет позицию с властью и доминирование, в то время как «низ» представляет собой символическое подчинение, выражаемое, например, через позу «хвост между ног» в знак уступчивости.

### Символический контур
Символический уровень относится к сфере логики и символики в мыслях человека. По мнению Лири, этот уровень эволюции человека проявился в момент, когда человек начал отчетливо отличаться от остальных приматов. Лири предполагал, что активацию этой схемы можно стимулировать с помощью различных веществ, таких как кофеин, кокаин, а также стимуляторы, включая протеиновые препараты.
Символический уровень вводит в сознание человека третье измерение, представленное как правое и левое направления. Это измерение связано с развитием ловких движений и использованием «артефактов» или инструментов. Лири также описывал этот уровень как «уровень мастерства-символизма», а Роберт Антон Уилсон назвал его «семантическим уровнем».

### Внутренний контур
Внутренний уровень относится к процессу эволюции через социальные сети и передаче культуры и знаний во времени. По мнению Лири, этот уровень был бы активирован с развитием племенных общностей. Лири сам не связывал его с психоактивными веществами, однако более поздние авторы утверждали, что активацию этой схемы можно связать с воздействием MDMA.
Этот четвертый уровень связан с развитием моральных, сексуальных, племенных норм и кодексов, которые передаются из поколения в поколение. Он вводит в понимание четвертое измерение — время, так как включает в себя передачу и накопление знаний и культурных практик со временем. Лири и Уилсон также называли этот уровень социально-сексуальным уровнем, что подчеркивает его связь с моральными и сексуальными аспектами внутри общества.

### Нейросоматический контур
Нейросоматический контур представляет собой первый из «высших» уровней сознания и активируется в правом полушарии мозга. У большинства людей этот контур остается неактивным, однако его активация позволила бы воспринимать мир в многомерном пространстве, а не только в четырех измерениях евклидова пространства-времени. Считается, что этот контур мог бы иметь значение в будущих исследованиях космоса и расширении сознания.
Активация нейросоматического контура ассоциируется с гедонизмом и эротизмом. Некоторые исследователи связывают его с опытом, который может быть достигнут с использованием каннабиса или практикой тантрической йоги, а также с опытом свободного падения в нужный момент.

### Нейроэлектрический контур
Нейроэлектрический уровень связан с самосознанием ума, независимо от схем, созданных предыдущими пятью контурами. Его также называют «метапрограммированием» или «осознанием абстракций». Лири считал, что этот уровень обеспечивает возможность телепатической связи и что его нельзя полностью описать тем, кто ограничивается опытом только первых четырех контуров. Кроме того, его понимание может быть затруднено для тех, у кого активен пятый уровень.
Сообщается, что этот уровень начал проявляться примерно в −500 году нашей эры на Великом Шелковом пути. Лири связывал активацию этой схемы с пейотом и псилоцибином, что указывает на роль психоделических веществ в расширении сознания и достижении этого уровня. Роберт Антон Уилсон называл этот уровень «уровнем метапрограммирования», что подчеркивает его способность к осознанному изменению психологических программ и абстракций.

### Нейрогенетический контур
Нейрогенетический уровень предполагает доступ к генетической памяти, заключенной в структуре ДНК. Этот уровень ассоциируется с воспоминаниями о предыдущих жизнях, концепцией Акашических записей и коллективным бессознательным. Имеется предположение о том, что активация этой схемы может обеспечивать возможность бессмертия для человека. Исторически данный уровень связывается с индуистскими и суфийскими сектами, где он впервые возник в начале первого тысячелетия.
Считается, что нейрогенетический уровень может быть активирован с использованием различных методов, включая воздействие ЛСД и практики Раджа-йоги. Роберт Антон Уилсон называл эту схему морфогенетической схемой, подчеркивая идею формирования образов и информации в сознании на основе генетической основы.

### Психоатомный контур
Психоатомная схема представляет собой теоретическую концепцию, которая, по мнению Лири, могла бы обеспечить доступ к межгалактическому сознанию, которое предположительно управляет жизнью во Вселенной и часто описывается как бог, богиня-мать или даже инопланетяне. Эта схема, согласно Лири, позволила бы человеку действовать вне рамок пространства-времени и ограничений, описанных в теории относительности.
Лири связывал активацию этой схемы с воздействием веществ, таких как кетамин и диметилтриптамин (ДМТ). Этот уровень также назывался им «нейроатомной схемой» или «метафизиологической схемой». Роберт Антон Уилсон, в свою очередь, обозначал этот уровень как «нелокальную квантовую схему», подчеркивая его связь с концепциями нелокальности и квантовой физики.

## Связь с другими моделями психики
- Контуры психики можно сопоставить с уровнями развития в интегральной модели Кена Уилбера.
- Также прослеживается аналогия с восточной чакральной системой.

## Отражение в культуре
- Эксперименты Лэйн